# ケロケロちゃいむ
『ケロケロちゃいむ』は、『りぼん』1995年11月号から1998年5月号に連載された藤田まぐろによる日本の漫画作品、全5巻。また、それを原作としたテレビアニメ。

## ストーリー
カエルの国に住むミモリは、カエルのような身軽さを持つカエル族の姫君。たくさんのカエルに囲まれ平和に暮らしていた。そんなミモリの元へある日少年アオイが現れる。
アオイには水をかぶるとカエルに変身してしまう魔法がかけられていた。そしてその魔法をかけた犯人は、半年前に突然旅立ったミモリの兄・マカエルだった。彼から「魔法を解く方法を知りたかったらカエル族のミモリの元へ行け」と聞いていたアオイだったが、ミモリは何も知らなかった。
ときたまの助言により、国はずれのほこらにいる晶子に会いに行くと「探しものはあっちにある」と南東の方角をさした。かくして、ミモリとアオイは方角だけをたよりに魔法を解く方法を探す旅に出る。

## キャラクター紹介
声はテレビアニメの声優。演はミュージカルの俳優。両方に出演している者もいる。

### メインキャラクター
ミモリ
声・演 - 樋口智恵子
3月6日生まれのB型。14歳。159cm（アニメでは154cm）。
本編の主人公でカエル族の姫。カエル族ならではのジャンプ、水泳が得意。明るく天真爛漫だが天然ボケで能天気。かわいいものが大好き。口癖は「大丈夫だよ」。兄マカエルのイタズラで魔法をかけられたアオイを助けるため、一緒に旅に出る。能天気なゆえに騒動も起こしたり騙されやすいところもあるが、彼女の無邪気な笑顔と行動力は周囲を救うこともある。原作で怒ることはなかったが、アニメ版では怒る場面がある。
実は婚約者がいた（番外編「マルベリーの宝探し」）。
名前は遊佐未森に由来する。
アオイ
声 - 浪川大輔、演 - 安達和也
11月15日生まれのB型。14歳。168cm（アニメでは163cm）。
人間の少年。ぶっきらぼうで少々短気な性格、時として自分の不運を嘆くがマカエルの妹であるミモリに当たることはしない。マカエルに、水をかぶると青色のカエルになる（体が乾くと元に戻る）魔法をかけられ、それを解くために旅をする。ミモリとの出会いはかえるの国の侵入者として追いかけられていた時。周囲の人間も振り回され、文句は言いつつもミモリのことを大事に思っており、彼女を助けようとすることもある。原作では真面目な性格だがアニメ版では何かあるとミモリ達と喜んだり、魔法書が手に入ると調子に乗ったりするなどコミカルなキャラクターになっている。作者によると、本名は早坂碧。
リープ
声・演 - 並木のり子
リン女王からもらった袋から出てきた、半人前の葉っぱの精霊。日かげ生まれのため育ちが悪く、小柄な体型なのがコンプレックス。葉っぱが本体で、姿を消すことができ、空も飛べる。顔に鼻が描かれておらず、本編中でもみずたまなどからさんざんからかわれている。ドジで泣き虫だが、本人は一生懸命でミモリやアオイを助けようとする。大泣きすると大量に葉っぱを出す。寒い場所が苦手。
原作よりアニメ版のほうが出番が多く、後者では前触れ無くバットで他者を殴る、他者の苦労を横取りする、爆発するお茶を振る舞うなど奇行が目立つキャラクターになっている。番外編「恋するリープ」では、マカエルの魔法で大人になった。
しっぽ
声 - 松本美和
ミモリ達がカエルの国の外で出会った空飛ぶ不思議な生き物。最初は毛虫と勘違いされた。尻尾みたいだから「しっぽ虫」（ミモリ命名）。
「ぴー」としか鳴かないが、ミモリには意味が伝わっている。原作では第3話にて登場。リープと行動することが多い。
ぱっぽ、まっぽ
声 - 八嶋智人（ぱっぽ）、石塚さと子（まっぽ）
しっぽのパパとママ。ミモリとアオイを乗せて旅に同行する。

### カエルの国
マカエル
声 - 佐野瑞樹、演 - ケイン・コスギ
11月30日生まれのB型。18歳。183cm。
ミモリの兄で、カエル族の王子。自分勝手で、ミモリ以上に楽天的ないたずら好き。妹ミモリを溺愛している。ある目的があってアオイにカエル化の魔法をかける。
ヒデノリ
声 - 竹本英史
マカエルの乗る馬。
ミカエル
声 - 宮田靖裕
ミモリとマカエルの父。38歳。元盗賊で、実はカエル族の者ではなかった。
マモリ
声 - 花山佳子
ミモリとマカエルの母。カエル族の女王。34歳。16歳でマカエルを出産。10年前に起こったカエル族とヘビ族の戦争を鎮めるため、両種族を封印した。
みずたま
声 - 赤土眞弓
ミモリの教育係のカエル。名前のとおり背中に水玉模様がある。漫画第8話では初孫も登場。ミモリと行動することになったアオイを敵視し、いつかミモリを襲うのではないかと心配している。アニメでは夫のたてじまと旅をしている。
たてじま
声 - 松村武
みずたまの夫。名前のとおり背中に縦じま模様がある。
ときたま
みずたまのひい×5おじいさん。200年生きている。物知りで、空も飛べる。アオイの魔法を解く方法をくしゃみで忘れるが、晶子のいる祠へ行くことを指示した。
晶子
声 - 西牟田恵
水に囲まれたほこらの中で眠っていた水晶玉。表面に顔があり、言葉を話せる。アオイの魔法を解く鍵は南東にあると告げる。アニメ版では旅に同行し、「南東よ南東！」と言い続けた。
晶太郎
声 - 福場康之
晶子のイトコ。能力は10日に1度しか使えないテレポーテーション。原作ではたてじまとみずたまと行動していたが、アニメではスーの仲間として登場した。

### ヘビ族
スー
声・演 - 三橋加奈子
4月2日生まれのB型。14歳。160cm。
カエル族と敵対するヘビ族の姫。気位が高く、怒りっぽい。鞭使い。崖から落ちそうになっている所をアオイに助けられて惚れる。
ヘビ族なので腕力に優れているが、鞭がないと力を発揮できない。当初はよく事情も知らずに兄（シャド）を信じ、あらゆる方法でミモリたちを襲うが詰めが甘く、ことごとく失敗する。根は悪くなく、マホラとマカエルから10年前におこった戦争の真相や封印について知らされると和解し、旅に同行する。アニメではキャプテンヒカルにも惚れている。
番外編「マルベリーの宝探し」では、ヘビ族の親善大使になっている。
ポポ
声 - 中尾友紀
スーの側近のヘビ。原作とアニメでは口調や語尾が異なっている。
シャド
9月1日生まれのO型。18歳。183cm。
スーの兄で、ヘビ族の首領。王家の男児にだけ受け継がれる「第三の眼」により、大蛇を自由に操ることができる。
10年前に起こった戦争の真相や封印について知っており、ヘビ族だけを甦らせようとする。アニメには未登場。

### その他のキャラクター
フリジッタ
声 - 井関佳子
生き物を何でも人形にできる人形職人。マカエルに一目惚れする。アニメ版ではマカエルの婚約者だと思い込んでいる。
モモちゃん
ピンキーモモ湖に住むピンク色のくじら。飲み込んだティアラが刺さっていて、それが原因で暴れていた。
リン女王
声・演 - 笠原弘子
ピンキーモモ湖で見つけたティアラの持ち主で、緑の精霊の女王。ティアラとペンダントを見つけたミモリ達にお礼として袋をくれる。
アンナ
まほろば島の管理人兼水先案内人。
マホラ
燭台に宿る魔導士。ミモリを生き返らせた。本のコレクターで、カエル族とヘビ族の話をミモリ達に教えた。
リズ
マモリの親友で氷の女王。
10年前のある日突然「ごめんなさい さようなら」という手紙を最後にマモリと連絡をとれなくなり、嫌われたと思い込む。他の友達を作ろうとしたが、人々が怖がるので氷づけにしていた。
スーの父、スーの母
声 - 高橋広司（父）、小島幸（母）
アニメオリジナルキャラクター。
ダオ魔王
声 - 竹本英史
アニメオリジナルキャラクター。
キャプテンヒカル
声 - 田中真弓
アニメオリジナルキャラクター。シャーク号の船長。外見や口調は男性のようだが実は女性。大の甘党で、ミモリの料理を唯一気に入った人物。最終回まで彼らと行動をともにした。
ウロボロス
声 - 家村幸成、演 - 嶋本秀朗
アニメオリジナルキャラクター。間が抜けており、どこか調子がいい性格。自称美少年。変身能力があるらしいが、いつも失敗している。ヘビ族でスーの手下だったが、世界を征服するため裏切る。

## 単行本
| 巻数  | 話数・サブタイトル | 発売日 / ISBN                 |
| ----- | --- | ----------------------------- |
| 第1巻 | 第1話 アオちゃんあらわる 第2話 ものしりじいさん 第3話 空を飛ぶ毛虫 第4話 ドールショップでご対面 第5話 アオちゃんVSマカエル 第6話 ピンキーモモちゃん（その1） 第7話 ピンキーモモちゃん（その2） 番外編 かえるの国のクリスマス         | 1996年8月 ISBN 4-08-853874-9  |
| 第2巻 | 第8話 おたまじゃくし大脱走事件 第9話 緑の女王様 第10話 スモール・ミモリ 第11話 恋のライバル!? 第12話 秋祭りの告白 第13話 葉っぱの精霊・リープ登場 第14話 アーモンド国の花嫁 番外編 ドッキリかわず温泉                                | 1997年3月 ISBN 4-08-856007-8  |
| 第3巻 | 第15話 身代わり結婚式 第16話 井戸の中にはなにかいる? 第17話 ヘビの影 第18話 ヘビ族の姫 スー 第19話 ねこのくすり 第20話 ミモリ 海をわたる 第21話 KUJIRA号 対 海賊船 番外編 はじめてのスケート 番外編 ミモリの卵 番外編 たのしい運動会 | 1997年12月 ISBN 4-08-856052-3 |
| 第4巻 | 第22話 おひさしぶり! お兄ちゃん 第23話 マホラの神殿 第24話 アオイの選択 第25話 10年前の秘密 第26話 ミモリの魔法デビュー 第27話 氷の女王 第28話 カエル族の印 番外編 恋するリープ                                                      | 1998年6月 ISBN 4-08-856084-1  |
| 第5巻 | 第29話 封印の地 第30話 告白 第31話 魔法が解けるとき 読みきり N.Gヒロイン 番外編 ケロケロ病院へ行こう!? 番外編 マルベリーの宝探し | 1999年6月 ISBN 4-08-856148-1  |

## テレビアニメ
1997年3月6日から同年9月25日まで、テレビ東京系列の毎週木曜日18時00分から18時30分に放送された。全30話。
1997年1月から開始する予定であったが、前番組の『水色時代』が2か月分延長した関係で放送開始が遅れ、予定より放送期間を短縮（9か月→7か月）させたため、中途半端な話数になっている。当初は『こどものおもちゃ』（当時の金曜18時枠、『りぼん』掲載作品である点・テレビ局・代理店は本作品と同じ）の後継として企画されたが、『こどものおもちゃ』が1年延長したため、並行して放送された。
本作品は、玩具と文具の商品などは出ず（玩具メーカーのスポンサーはハズブロージャパンが付いていたが、女児向けの玩具を売るようなメーカーではなかった）、スポンサーは出版社（集英社）が中心となっていた。
映像商品はBMGジャパンからビデオ（全10巻）とLD-BOXが販売されたが廃盤となっている。DVDは発売されていない。

### スタッフ
- 原作 - 藤田まぐろ
- 監督 - 湖山禎崇
- シリーズ構成 - 武上純希
- キャラクターデザイン - 渡辺はじめ（メインキャラクター）、野田康行（サブキャラクター）
- 美術監督 - 松本真奈美
- 色彩設定 - 酒井美晴
- 撮影監督 - 森下成一
- 編集 - 岡安肇
- 音楽 - 山本はるきち
- 録音演出 - 田中一也
- 音響監督 - 三ツ矢雄二[2] ※ノンクレジット
- プロデューサー - 岩田圭介、杉山豊
- アニメーション制作 - スタジオコメット
- 製作 - テレビ東京、NAS

### 主題歌
オープニングテーマ
「YOU'RE THE ONLY ONE」（1 - 18話）
作詞 - 新井紀子 / 作曲 - 倉橋サダヨシ / 編曲 - Spanky T / 歌 - Love Connection
「LOVE&PEACE」（19 - 30話）
作詞 - 月海猫 / 作曲・編曲 - 平間あきひこ / 歌 - chieco
エンディングテーマ
「サムシング」（1 - 18話）
作詞・歌 - 近澤美歩 / 補作詞 - 樋口侑 / 作曲 - 高木茂治 / 編曲 - 古川貴司
「KISS3」（19 - 30話）
作詞・作曲 - MOKA / 編曲 - 窪田晴男 / 歌 - chieco

### 各話リスト
| 話    | 放送日        | サブタイトル             | 脚本     | コンテ          | 演出                | 作画監督        |       |       |
| 第1期 | 第1期         | 第1期                    | 第1期    | 第1期           | 第1期               | 第1期           | 第1期 | 第1期 |
| ----- | ------------- | ------------------------ | -------- | --------------- | ------------------- | --------------- | ----- | ----- |
| 1     | 1997年 3月6日 | かえるの国のお姫さま     | 武上純希 | 湖山禎崇        | 工藤進 湖山禎崇     | 一川孝久        |       |       |
| 2     | 3月13日       | 空とぶシッポ!?           | 吉田玲子 | 葛谷直行        | 葛谷直行            | アベ正己        |       |       |
| 3     | 3月20日       | 超おっきなオトモダチ     | 荒川稔久 | 三沢伸          | 工藤進              | 金沢比呂司      |       |       |
| 4     | 3月27日       | 不思議の森のリープ       | 武上純希 | 石踊宏          | 石踊宏              | 野田康行        |       |       |
| 5     | 4月3日        | 超夢見るフリジッタ       | 荒川稔久 | 池端隆史        | 工藤進 湖山禎崇     | 一川孝久        |       |       |
| 6     | 4月10日       | チョー怖いレストラン     | 武上純希 | 秋山ひろし      | 秋山ひろし          | 金沢比呂司      |       |       |
| 7     | 4月17日       | ラブラブ恋する人魚姫     | 吉田玲子 | 森脇真琴        | 森脇真琴 太田博光   | 宗崎暢芳        |       |       |
| 8     | 4月24日       | キツネの学校の新入生     | 吉田玲子 | 葛谷直行        | 葛谷直行            | 一川孝久        |       |       |
| 9     | 5月1日        | ドッキリかわず温泉       | 荒川稔久 | 石踊宏          | 石踊宏              | 野田康行        |       |       |
| 10    | 5月8日        | 井戸の底のモンスター     | 武上純希 | 秋山ひろし      | 秋山ひろし          | 金沢比呂司      |       |       |
| 11    | 5月15日       | ウニャウ村のネコ騒ぎ     | 武上純希 | 石踊宏          | 石崎すすむ          | 一川孝久        |       |       |
| 12    | 5月22日       | 公開マカエルの新魔法     | 吉田玲子 | 森脇真琴        | 太田博光            | 宗崎暢芳        |       |       |
| 13    | 5月29日       | 魔法をとくまぐろん草     | 吉田玲子 | 工藤進          | 工藤進              | 金沢比呂司      |       |       |
| 14    | 6月5日        | キノコの森は大騒ぎ       | 武上純希 | 石踊宏          | 石踊宏              | 野田康行        |       |       |
| 15    | 6月12日       | サーカス団殺人事件!?     | 吉田玲子 | 池端隆史        | 池端隆史            | 浜田勝          |       |       |
| 16    | 6月19日       | 本日かえるチュー意報     | 武上純希 | 秋山ひろし      | 秋山ひろし          | 金沢比呂司      |       |       |
| 17    | 6月26日       | サボテンとりでの決闘     | 吉田玲子 | 葛谷直行        | 葛谷直行            | 宗崎暢芳        |       |       |
| 18    | 7月3日        | アーモンド王国の花嫁     | 荒川稔久 | 石踊宏 葛谷直行 | 湖山禎崇 渡辺健一郎 | 金沢比呂司      |       |       |
| 第2期 |               |                          |          |                 |                     |                 |       |       |
| 19    | 7月10日       | ユーレイのセツナい恋     | 吉田玲子 | 石踊宏          | 石踊宏              | 野田康行        |       |       |
| 20    | 7月17日       | マカエル魔法対決         | 武上純希 | 池端隆史        | 池端隆史            | 浜田勝          |       |       |
| 21    | 7月24日       | 12星座の大スター         | 吉田玲子 | 秋山ひろし      | 秋山ひろし          | 金沢比呂司      |       |       |
| 22    | 7月31日       | びっくり! ママ卵         | 荒川稔久 | 葛谷直行        | 葛谷直行            | 宗崎暢芳        |       |       |
| 23    | 8月7日        | はだかのカバ大将         | 荒川稔久 | 渡辺健一郎      | 渡辺健一郎          | 金沢比呂司      |       |       |
| 24    | 8月14日       | 遊園地でお勉強           | 武上純希 | 石踊宏          | 石踊宏              | 浜田勝          |       |       |
| 25    | 8月21日       | なめーる君を捜せ         | 吉田玲子 | 森脇真琴        | 太田博光            | 宗崎暢芳        |       |       |
| 26    | 8月28日       | キャプテンヒカル         | 吉田玲子 | 池端隆史        | 池端隆史            | 金沢比呂司      |       |       |
| 27    | 9月4日        | 魔法使いスー             | 武上純希 | 葛谷直行        | 葛谷直行            | 山崎猛 大宅幸男 |       |       |
| 28    | 9月11日       | 時間（とき）をこえた真実 | 荒川稔久 | 渡辺健一郎      | 渡辺健一郎          | 浜田勝          |       |       |
| 29    | 9月18日       | 伝説のアオい騎士         | 吉田玲子 | 石踊宏          | 石踊宏              | 野田康行        |       |       |
| 30    | 9月25日       | 世界は二人のために!      | 武上純希 | 湖山禎崇        | 湖山禎崇            | 一川孝久        |       |       |

### サウンドトラックCD
- ケロケロちゃいむ - オリジナル・サウンドトラック（BMGビクター）1997年6月21日発売

### ノベライズ
著：武上純希 / 原作：藤田まぐろ
- ファンタスティック・ワールド ケロケロちゃいむ（コバルト文庫ピンキー）1997年7月25日発売
- ファンタスティック・ワールド ケロケロちゃいむ 〜魔法戦争編〜 （コバルト文庫ピンキー）1997年12月2日発売

### ミュージカル
1998年1月2日から7日まで博品館劇場を会場にミュージカルが上演。演出は三ツ矢雄二、台本は武上純希、音楽は佐橋俊彦、振付は田村連が担当。